# A.C. Milan w sezonie 1984/1985

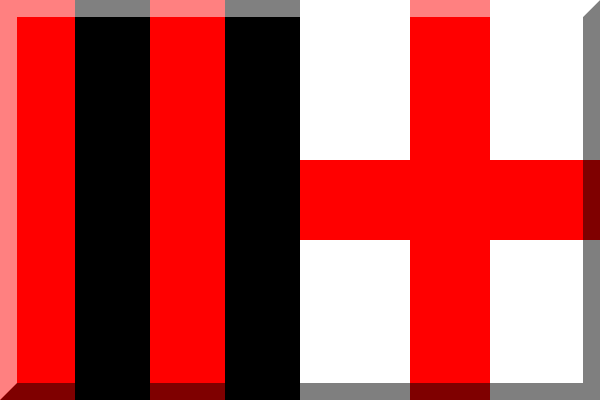
Klubowe barwy Milanu

Osiągnięcia i skład piłkarskiego zespołu A.C. Milan w sezonie 1984/85.

## Osiągnięcia
- Serie A: 5. miejsce
- Puchar Włoch: porażka w finale

## Podstawowe dane
- Oficjalna nazwa klubu: Associazione Calcio Milan
- Siedziba klubu: Via F. Turati 3
- Boisko: San Siro
- Prezes klubu:  Giuseppe Farina
- Trener zespołu:  Nils Liedholm
- Kapitan drużyny:  Franco Baresi

## Skład zespołu
Bramkarze:
| Włochy | Giulio Nuciari    |
| Włochy | Giuliano Terraneo |

Obrońcy:
| Włochy | Franco Baresi     |
| Włochy | Sergio Battistini |
| Włochy | Catello Cimmino   |
| Włochy | Filippo Galli     |
| Włochy | Roberto Lorenzini |
| Włochy | Paolo Maldini     |
| Włochy | Carmelo Mancuso   |
| Włochy | Luigi Russo       |
| Włochy | Mauro Tassotti    |

Pomocnicy:
| Włochy | Agostino Di Bartolomei |
| Włochy | Gabriello Carotti      |
| Włochy | Alberigo Evani         |
| Włochy | Stefano Ferrari        |
| Włochy | Massimo Gadda          |
| Włochy | Andrea Icardi          |
| Włochy | Andrea Manzo           |
| Włochy | Roberto Scarnecchia    |
| Włochy | Vinicio Verza          |
| Anglia | Ray Wilkins            |

Napastnicy:
| Anglia | Mark Hateley        |
| Włochy | Giuseppe Incocciati |
| Włochy | Pietro Paolo Virdis |